# ケープギツネ
ケープギツネ（Vulpes chama）は、哺乳綱ネコ目（食肉目）キツネ属に分類される食肉類。

## 分布
アンゴラ南部、ジンバブエ南部、ナミビア、ボツワナ南部、南アフリカ共和国

## 形態
体長45 - 61センチメートル。尾長30 - 40センチメートル。体高30 - 35センチメートル。体重2.3 - 4.5キログラム。頭部の毛衣は赤橙色で、口角は褐色みを帯びる。背面の毛衣は光沢のある灰色で、黒い体毛が混じる。腹面の毛衣は淡褐色。
耳介は細長い。耳介の外側は褐色、耳介の内側は白い体毛で被われる。臼歯はやや大型で、物を噛み砕くことに適している。
乳頭の数は6。

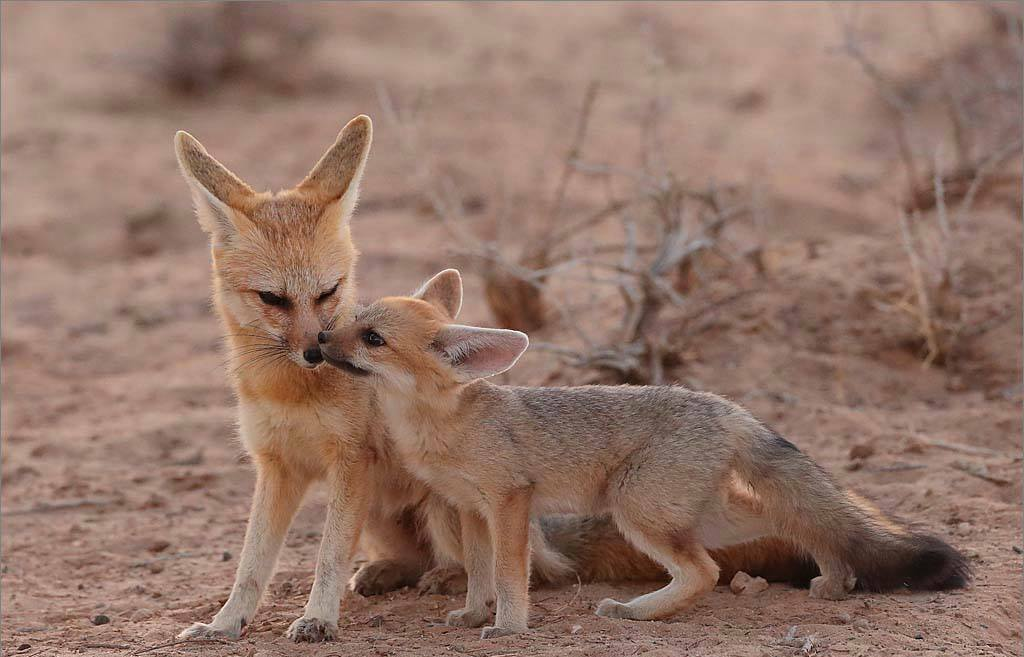
親子
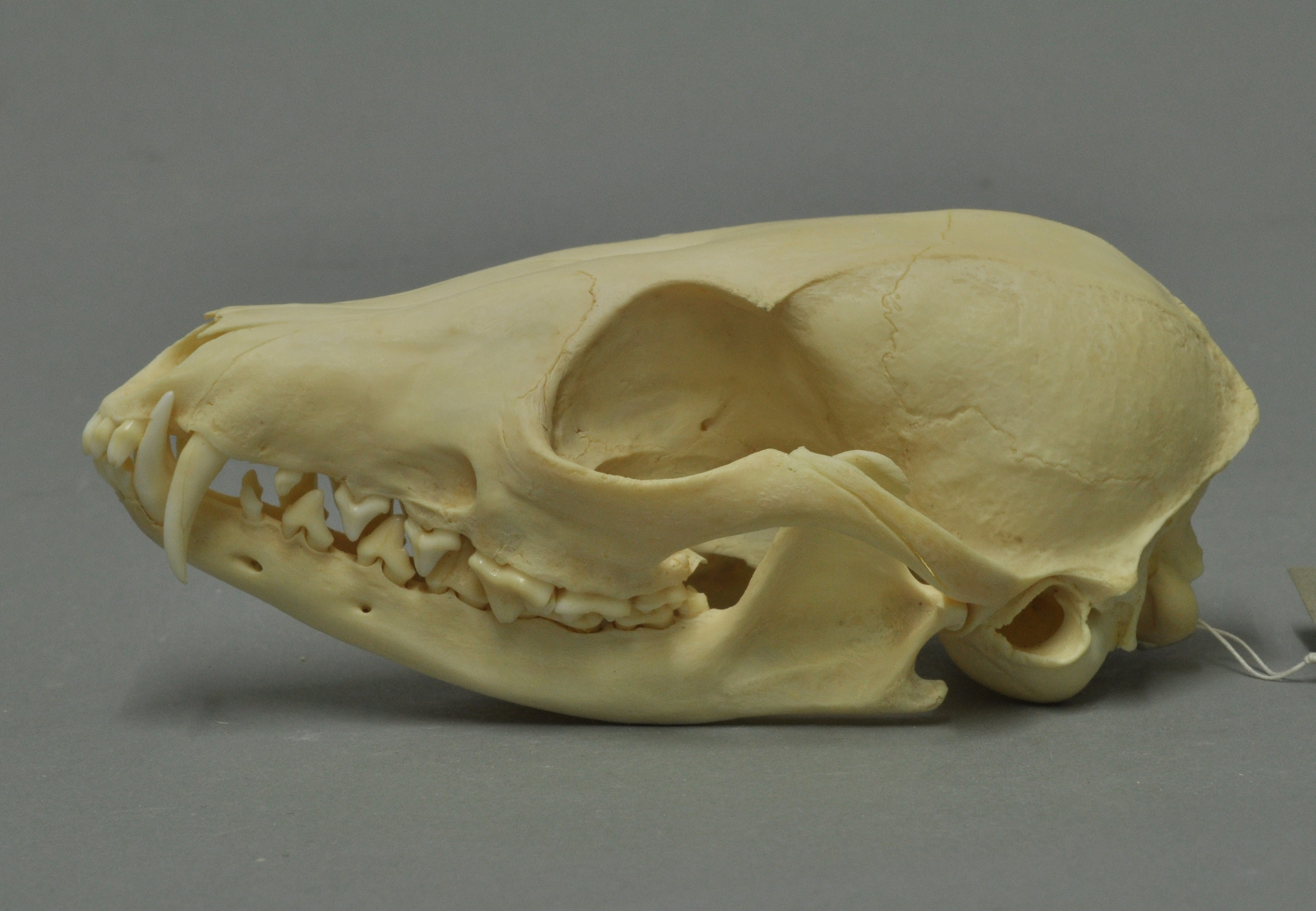
頭骨

## 生態
草原や半砂漠などに生息する。単独で生活し、他個体と重複することもある1 - 4.6平方キロメートルの行動圏内で生活する。夜行性で、昼間は茂みや岩の隙間、巣穴などで休む。巣穴は自分で掘るだけでなく、スリカータ、ツチブタ、トビウサギなどの古巣も利用する。
食性は雑食で、主に昆虫（約51 - 61%）を食べるが、小型哺乳類（イワダヌキ目、ネズミ目、ウサギ科）、爬虫類、果実なども食べる。
繁殖形態は胎生。妊娠期間は51 - 52日。8 - 11月に1 - 4頭の幼獣を産む。生後9か月で性成熟する。

## 人間との関係
キャンプ場から出た残りかすを漁ることもある。